# Jessica Jacobs
Jessica Madison Jacobs (ur. 14 listopada 1990 w Canberze, zm. 10 maja 2008 w Cheltenham) – australijska piosenkarka i aktorka, najbardziej znana z roli Melanie Atwood w serialu Przygody w siodle. Zginęła śmiercią tragiczną wpadając pod pociąg.